# Mattia Binotto
Mattia Binotto (Lausane, 3 de novembro de 1969) é um engenheiro italiano que atualmente é o chefe do projeto de Fórmula 1 da Audi. Anteriormente, ele foi chefe de equipe da Ferrari.

## Carreira
Binotto recebeu uma licenciatura em engenharia mecânica pela Escola Politécnica Federal de Lausana em 1994, ele ganhou um mestrado em engenharia automotiva na Universidade de Módena e Régio da Emília.
Ele se juntou a Scuderia Ferrari em 1995, originalmente como engenheiro de testes, e então desempenhou um papel similar na equipe de 1997 a 2003. Depois de um período como engenheiro-chefe, ele se tornou chefe de motor e KERS em 2009, antes de se juntar à diretoria de operações da unidade de potência no final de 2014, desempenhando um papel fundamental na recuperação do desempenho com seu motor turbo híbrido V6.
Em 27 de julho de 2016, Binotto foi nomeado diretor técnico da equipe, substituindo James Allison. Durante os dois anos em que Binotto trabalhou como diretor técnico, a Ferrari mais uma vez competiu por vitórias regulares e também encerrou um jejum de cinco anos sem pole position.
Em 7 de janeiro de 2019, a Ferrari anunciou que Maurizio Arrivabene seria substituído por Mattia Binotto como chefe da equipe, com efeito imediato. Porém, mesmo depois de ter sido nomeado como novo chefe de equipe, ele permaneceu acumulando a função de diretor técnico da equipe. Em julho daquele ano, foi relatado que o cargo de diretor técnico na realidade passou a ser exercida por três pessoas diferentes, que respondiam diretamente a Binotto: Enrico Cardile (suspensão), David Sanchez (aerodinâmica) e Corrado Iotte (motor).
Em novembro de 2022, ele anunciou sua renúncia ao cargo e que ele deixaria sua função no final de dezembro. Binotto foi substituído como chefe da equipe Ferrari por Frédéric Vasseur.
Em 23 de julho de 2024, foi anunciado que ele se juntaria à equipe de Fórmula 1 da Audi (atual Kick Sauber) como diretor de operações e chefe técnico, substituindo Andreas Seidl e Oliver Hoffmann a partir de 1 de agosto de 2024. Com Binotto ficando responsável pela fábrica e pelo departamento técnico da Audi em Hinwil, supervisionando o projeto e a construção dos novos carros da Audi, bem como pela fábrica de motores em Neuburgo.
Em 5 de maio de 2025, após realizar uma nova reestruturação, a Audi anunciou que havia realocado Binotto para a chefia do seu projeto de Fórmula 1, com ele ficando responsável pelas atividades de desenvolvimento nas instalações de Hinwil e Neuburgo. A equipe também confirmou a contratação de Christian Foyer como seu novo diretor de operações, que também assumiu funções antes ocupadas por Adam Baker que deixou a função de diretor-executivo, cargo este que foi eliminado da estrutura.